# پل لپین
پُل لپین (چکی: Paul Leppin; ۲۷ نوامبر ۱۸۷۸ – ۱۰ آوریل ۱۹۴۵) یک نویسندهٔ بوهمیایی زبان آلمانی، که در پراگ متولد شد. اگرچه او به زبان آلمانی می‌نوشت، اما با ادبیات چک  آشنایی کامل داشت. پل لپین سردبیر دو نشریه ادبی به نام‌های «Frühling» و «Wir» بود. او از اهالی پراگ، نویسنده و مترجم چک زبان بود.